# Jicarilla (Nuovo Messico)
Jicarilla è una città fantasma della contea di Lincoln nello Stato del Nuovo Messico, negli Stati Uniti. Divenne una boomtown nel 1892 in seguito alla scoperta di oro e carbone nei vicini monti Jicarilla.
Conosciuta come la Città Fantasma (Ghost Town), oggi non è rimasto molto in piedi. Jicarilla è esistita per circa 50 anni, tra il 1892 e il 1942.

## Storia
Un ufficio postale fu istituito a Jicarilla nel 1892, e rimase in funzione fino al 1927. La comunità prende il nome dalla Nazione Jicarilla Apache.
La Jicarilla Schoolhouse, un edificio scolastico composto da una sola stanza, fu costruita nel 1907 ed è elencata nel National Register of Historic Places.